# Cantel (Cuba)
Cantel es una localidad cubana del municipio de Cárdenas, en la provincia de Matanzas.

## Geografía
El lugar está ubicado al oeste de la localidad de Cárdenas.

## Historia
Hacia comienzos de la década de 1860, el caserío, ya por entonces perteneciente a la jurisdicción de Cárdenas, tenía contabilizada una población de 91 habitantes. Aparece descrito en el primer volumen del Diccionario geográfico, estadístico, histórico, de la isla de Cuba de Jacobo de la Pezuela de la siguiente manera:

Cantel. (caserio de) Pequeño caserío con 11 casas y 91 habitantes sobre una de las lomas del grupo de Camarioca, por cuyo motivo se le conoce tambien con los nombres de la Loma del Cantel y de la Loma de Camarioca. Como está en terrenos del corral de la Siguapa, se le llama tambien caserío de la Siguapa. Está rodeado de ingenios, y sobre el camino mas corto de Matanzas á Cárdenas. El censo de 1841 le daba 62 habitantes, al paso que el Cuadro Estadístico de 1846 le señalaba 6 casas de madera y tejas, una de mampostería y otra de guano, una escuela de primeras letras, una panadería, un café y billar, 2 tiendas mixtas, 2 zapaterías t 2 carpinterías, y solo 48 habitantes blancos, 4 de color libres, y 17 esclavos. Data esta pequeña poblacion desde 1817, y dista 28 leguas de la Habana, 8 de Matanzas, mas de 1 y 3/4 al E. S. E. del caserío de las Guásimas, 1 y 3/4 al O. del de Camarioca y como 4 al O. de Cárdenas, á cuya J. pertenece. Part.º de Camarioca.
(Pezuela, 1863, pp. 282-283)